# Музей Сеговії
Музей Сеговії (ісп. Museo de Segovia) — історично-художній музей, розташований у місті Сеговія (Іспанія). 

## Експозиція
Музей має близько 1500 археологічних, етнологічних та образотворчих експонатів з території Сеговії.
Археологічні фрагменти варіюються від палеоліту, через кельтиберійську, римську, вестготську та ісламську епохи до християнської доби.
Колекція скульптур, картин та декоративних творів мистецтва походить з іспанської конфіскації 19 століття.
Постійна виставка організована у 7 кімнатах на 4 поверхах.
Заслуговує на увагу колекція кельтиберійської зброї часів бронзової та залізної доби. Зокрема, унікальним експонатом є залізний меч з декоративним верхів'ям рукоятки у вигляді антен.
В музеї також виставлена колекція скульптур та барел'єфів, відвідувачі можуть  ознайомитися з картинами художників кастильської та фламандської шкіл XV-XVI віків. Характерним прикладом є картина "Обернення Святого Павла" (ісп. Conversión de San Pablo) художника Франциско Каміло (ісп. Francisco Camilo) (1610–1671). Твір описує момент, коли апостол Святий Павло перейшов у християнство під час поїздки до Дамаску, куди він був відправлений за наказом переслідувати християн цього міста.

## Галерея

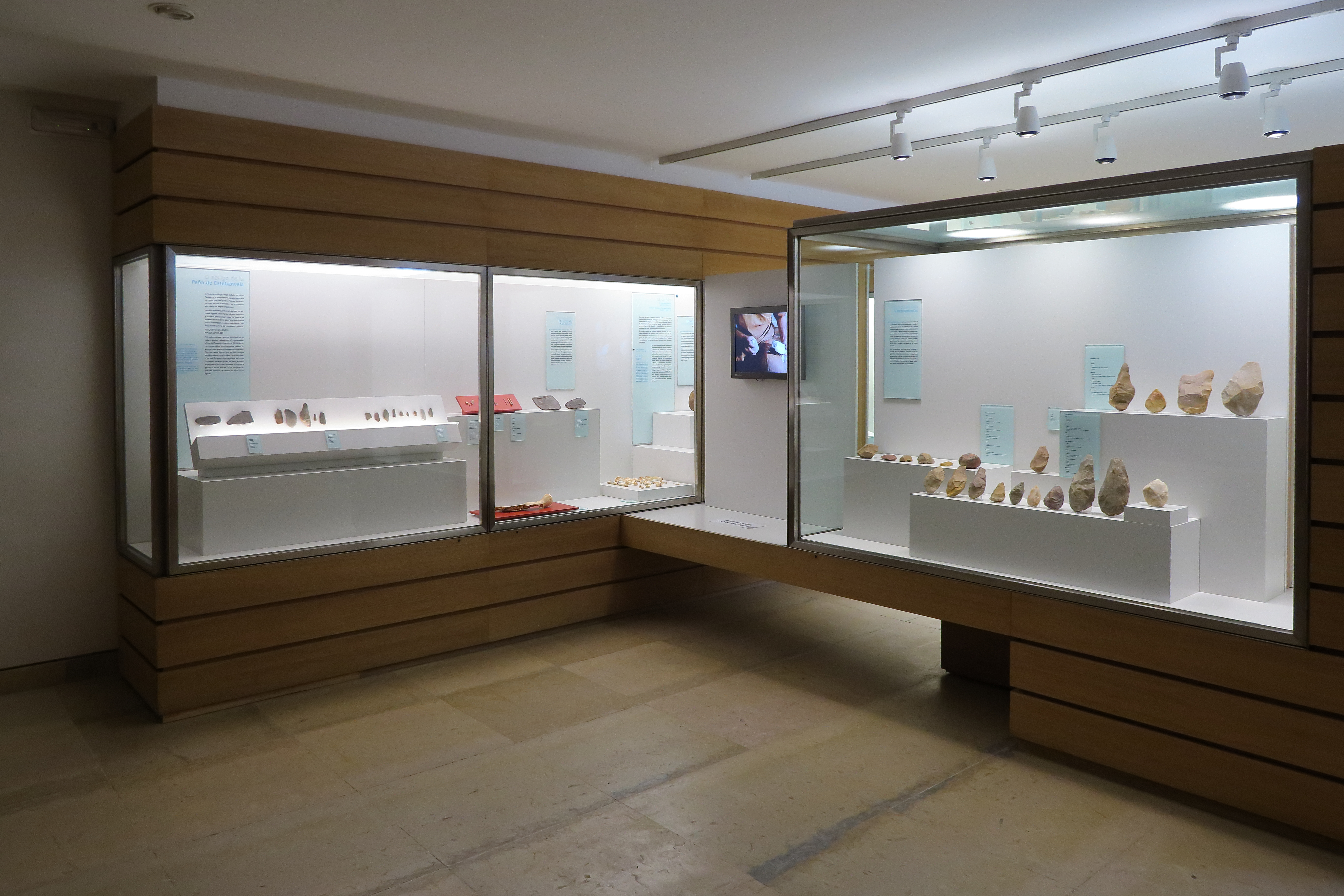
Інтер'єр музею.
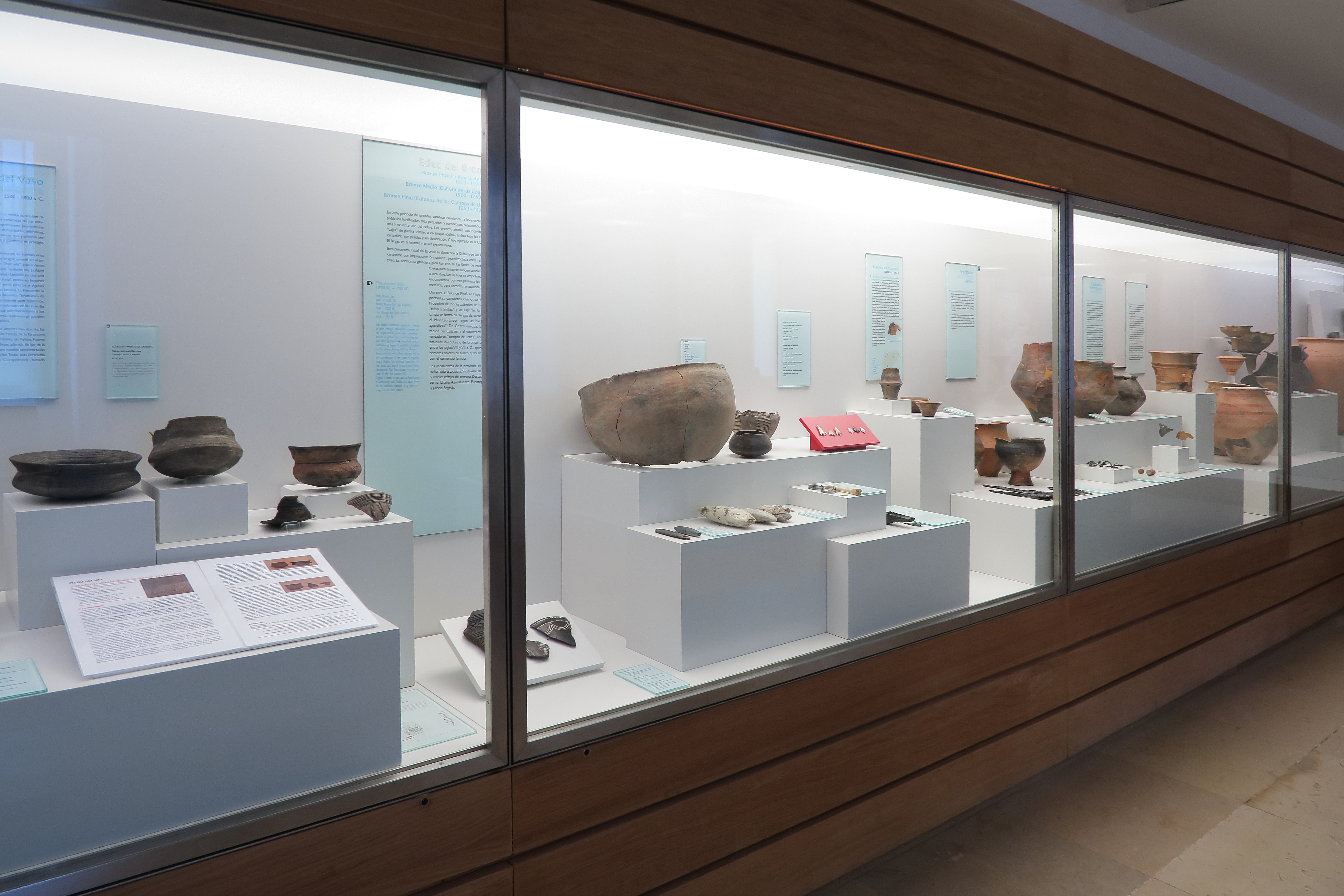
Тематична експозиція бронзової доби.
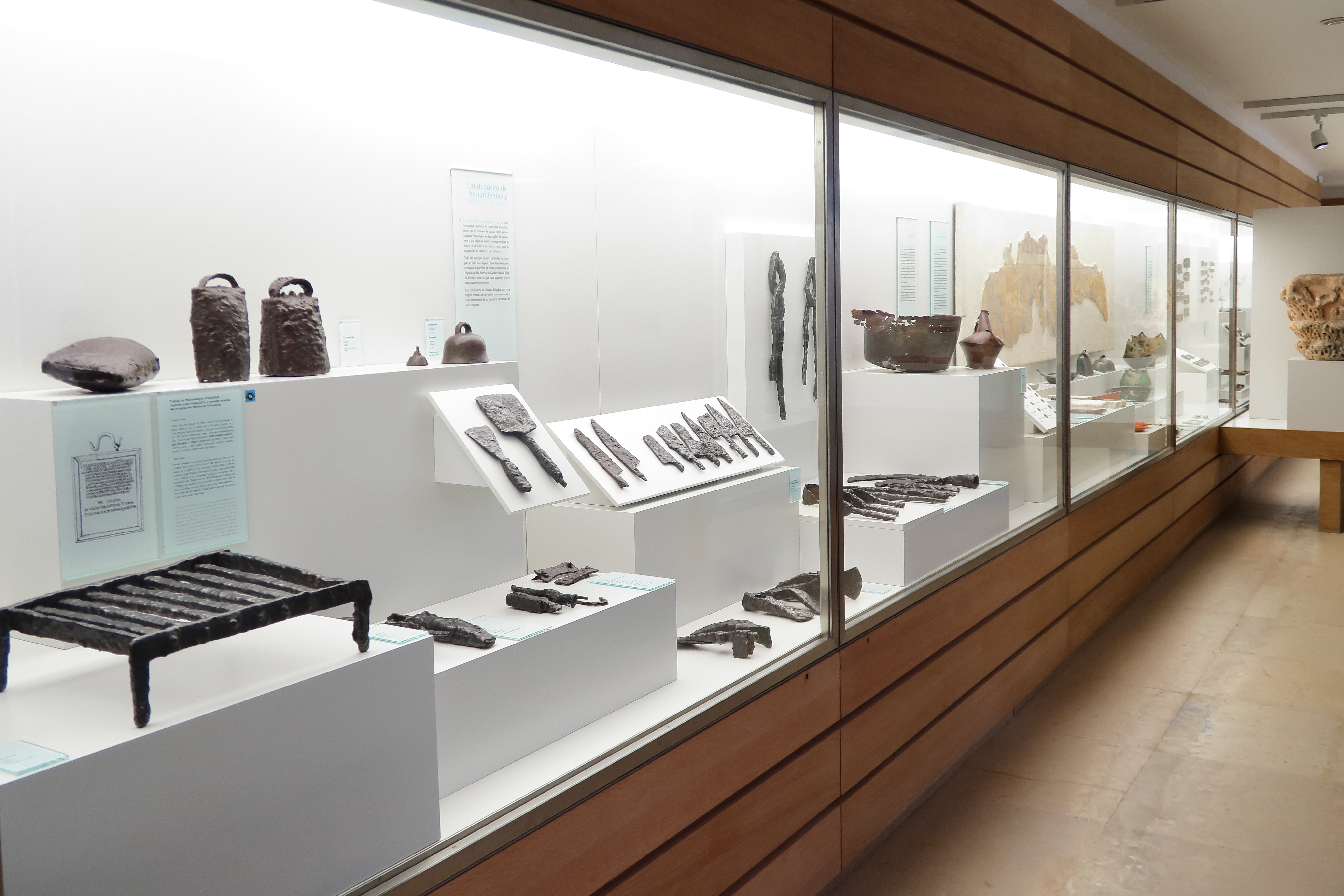
Експонати залізної доби, римська епоха.
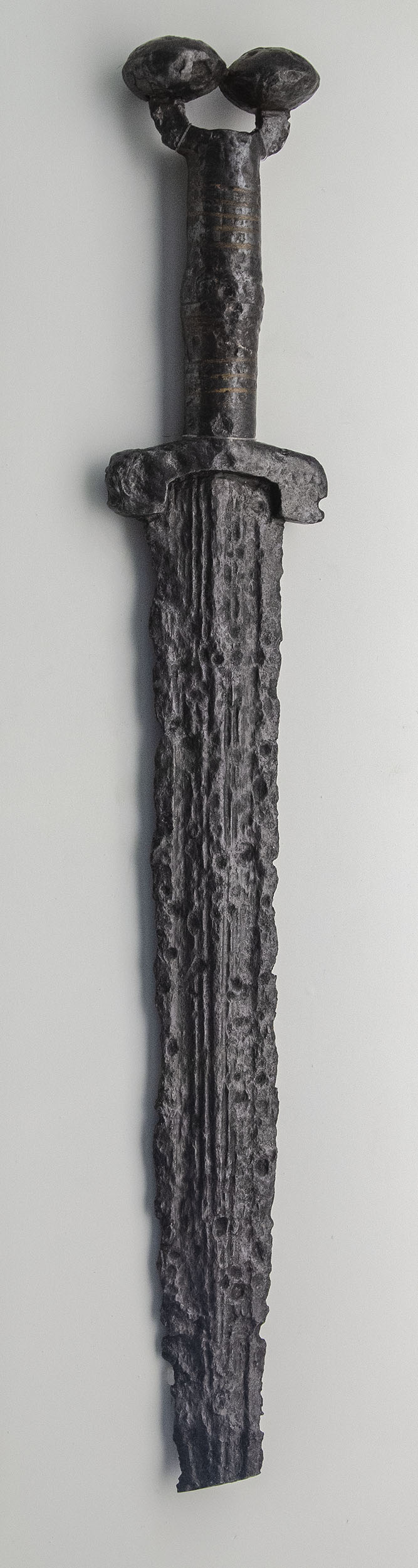
Кельтиберійський меч з рукояткою, верхів'я якої оздоблено так званими антенами[4] (походить з некрополя Ла Пікота в Сепульведі, Сеговія,. V-III ст. до н.е.).
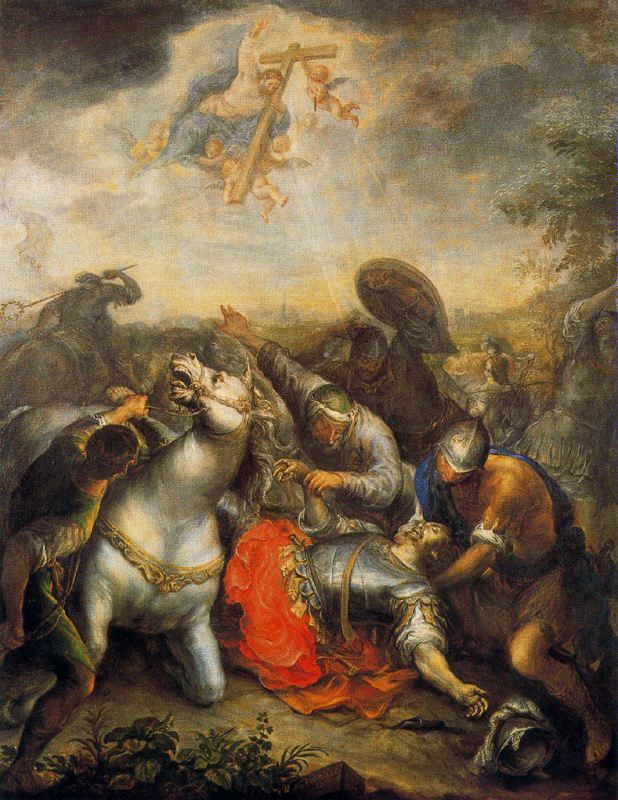
Франциско Каміло, "Обернення Святого Павла".
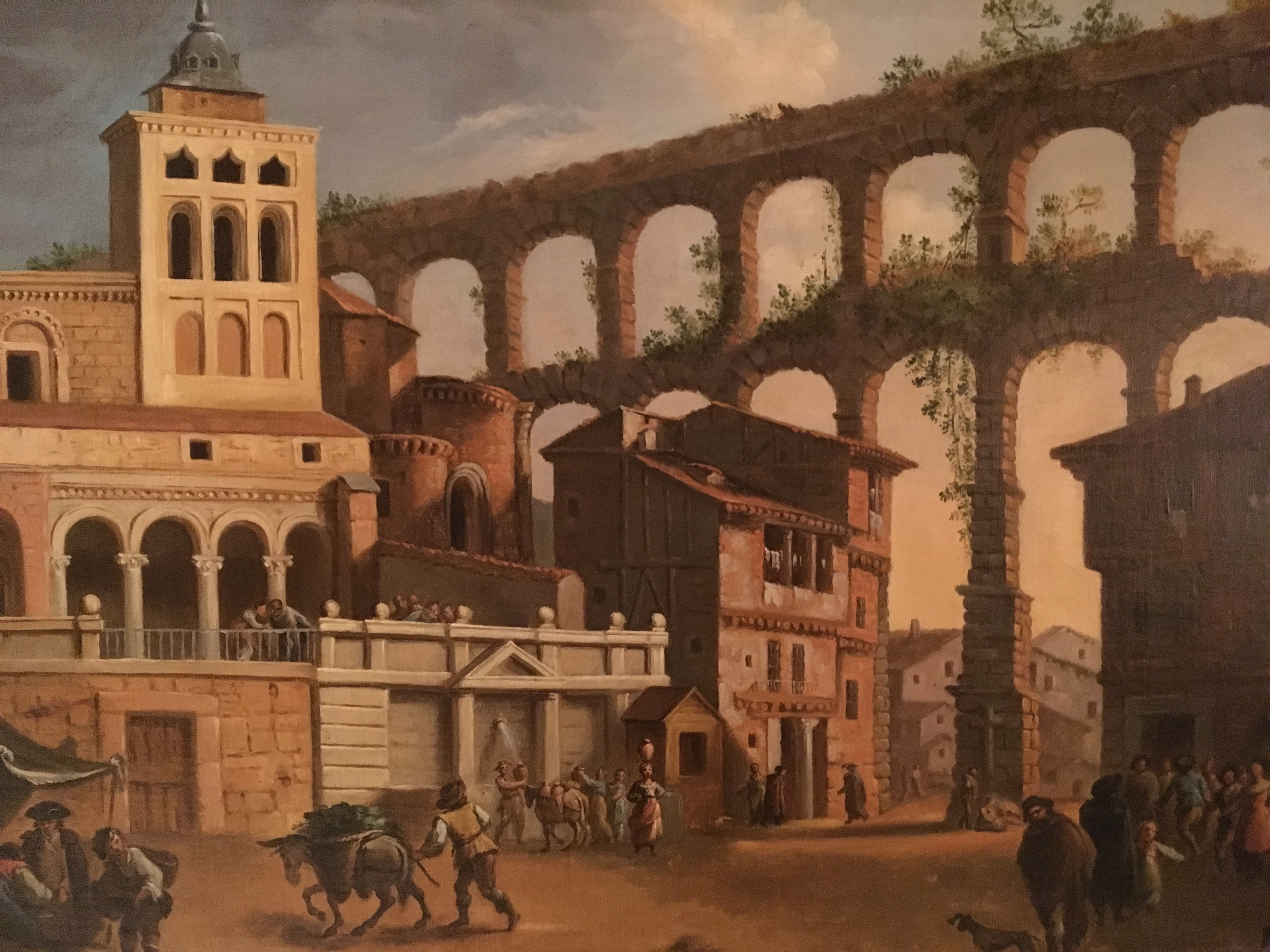
Хосе Маріа Авріал і Флорес (ісп. José María Avrial y Flores), "Вид на Пласа-дель-Азогуехо і Санта-Колумба", 1850
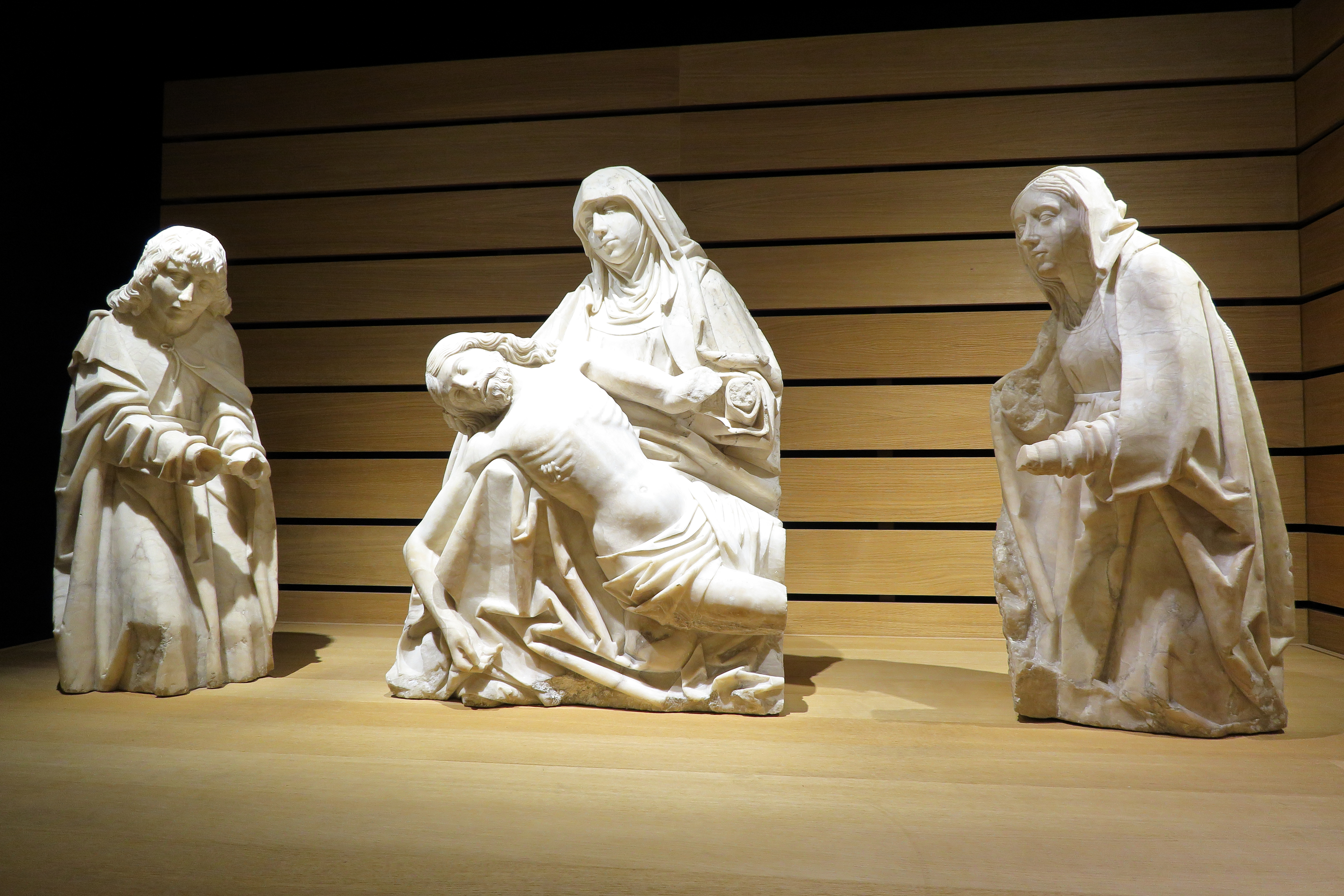
Скульптурна композиція.